# イオンタウン幕張西
イオンタウン幕張西（イオンタウンまくはりにし）は、千葉県千葉市美浜区幕張西4丁目にあるイオンタウン株式会社が開発・運営を行っている複合商業施設（ショッピングセンター）である。

## 概要
2021年10月21日、イオンタウン幕張西が開業した。
店舗は国道14号線に面し、京葉道路幕張ICから東へ約500mに位置する。周辺には戸建て住宅や大型マンションなどがある。本SCのコンセプトは、医療、健康、生活支援を中心に、人と人をつなぐ地域のコミュニケーション拠点「ウエルネスタウン MAKUHARI」である。地域に根差した持続可能なまちづくりへの貢献を目指す。
メインテナントは、ドラッグストア・調剤薬局のほか生鮮食品の売り場も備えたウエルシアイオンタウン幕張西店。建物内には内科・歯科などのクリニックが複数あり、医療モールとしての側面も持つ。
また隣接する別棟には、2022年8月1日に総合病院・幕張病院（運営：医療法人白百合会）が開設された。

## アクセス

### 車でのアクセス
- 京葉道路 幕張ICから約5〜10分[独自研究?]
- 東関東自動車道 湾岸千葉ICから約9分[独自研究?]

### 駅からの徒歩
- JR幕張駅から約21分[独自研究?]
- 京成幕張駅から約18分[独自研究?]
- JR幕張本郷駅から約20分[独自研究?]
- 京成幕張本郷駅から約20分[独自研究?]
- JR海浜幕張駅から約28分[独自研究?]

### バス
- JR幕張本郷駅より海浜幕張駅行・神田外語大学行（コロンブスシティ線）、「浜田緑地」下車徒歩4分[独自研究?]
- JR海浜幕張駅より幕張本郷駅行（コロンブスシティ線）、「浜田緑地」下車徒歩4分[独自研究?]

#### 広報資料・プレスリリースなど一次資料
1. ↑  “イオンタウン幕張西”. www.aeon.com. 2021年12月28日閲覧。